# Merodon crymensis
Merodon crymensis är en tvåvingeart som beskrevs av Paramonov 1925. Merodon crymensis ingår i släktet narcissblomflugor, och familjen blomflugor. Inga underarter finns listade i Catalogue of Life.